# 一美元纸币
一美元纸币（$1）是美国货币额名称。一美元纸币正面印的是美国国父喬治·華盛頓，反面印的是美国国徽。
1862年第一张一美元纸钞被使用。上面的肖像人物是财政部大臣萨蒙·波特兰·蔡斯。现代的肖像是在1957设计的。美元纸币是使用了75%棉花和25%亚麻混和材料，还有红色和蓝色的微小丝绸纤维交织其上。它的宽度为2.61英寸（合6.63厘米），长6.14英寸（合15.6厘米），单张厚度为0.0043英寸（合0.11毫米），每张一美元纸钞的质量为1克。财政部经常对货币设计进行微小的改变，但是这些改变通常只被發燒友和收藏家注意到。
一美元纸币被联邦储备银行以蓝丝带运输发行。

## 正面
正面图案包括，乔治·华盛顿肖像，美国财政部标志。货币标志在1968年被采用，组成了上方的天平，象征着公平；底部的钥匙则象征着权威；周围是以V型环绕的13颗星，代表了美国的最初的十三个英国殖民地。
鈔票正面左側有一個圖案中間有一個較大英文字母，代表發行銀行。美國共有12家聯邦儲備銀行。“A”為波士頓；“B”為紐約；“C”為費城；“D”為克里夫蘭；“E”為里士满；“F”為亞特蘭大；“G”為芝加哥；“H”為圣路易斯；“I”為明尼阿波利斯；“J”為堪萨斯城；“K”為達拉斯；“L”為舊金山。其中紐約的聯邦儲備銀行放著7000多噸的黃金相當於900億美元（金價上升時，幣值也跟著上升），其中只有5%属于美國，其餘是世界各國的。

## 背面
背面的图案充满象征和數秘術暗示，通常解释如下：
从1782年开始，背面图案包括一个三个环围在一起组成的美国国徽正面图案。金字塔黑暗的一面朝向西方。暗示了当时蛮荒未被探索过的北美西部。金字塔上方独立的「帽子」中，包含一个上帝之眼图案，这象征了虽然美国的建设还没有完成，但在上帝的帮助下，目标一定会达到。旁边用拉丁文写着「Annuit cœptis」（上帝贊佑吾人基業）。另一句强调的是「Novus ordo seclorum」（時代新秩序）指的是刚刚从英国不久的独立。在金字塔底部写着「MDCCLXXVI」即罗马数字的1776年，《美国独立宣言》签署于这一年。另一个环内的白頭海鵰并没有为此头戴皇冠。另外，鹰前空悬的盾牌象征了这个新国家有能力由国会独立自主，统一。这是盾上方白条象征的含义。鹰喙引出E PLURIBUS UNUM（合众为一）几个字。左右鹰爪分別握着橄榄枝和箭，但鷹頭望向橄欖枝，象征着「我们渴望和平，但时刻准备为之战斗」。

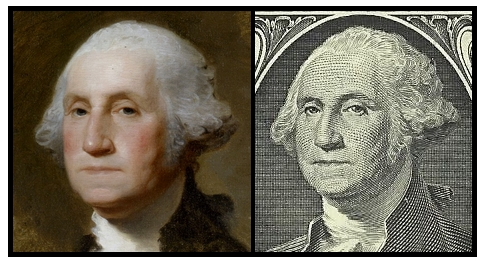
纸币和画像对比

象征十三殖民地的数字13（如国旗上的13条纹），在纸币上反复出现：
- 鹰上方有13颗五角星
- 金字塔有13阶
- 「ANNUIT COEPTIS」共13个字母
- 「E PLURIBUS UNUM」也是13个字母
- 盾上有13道条纹
- 橄榄枝上共有13片叶子
- 13枚果子
- 13支箭